# 山陽電気
山陽電気株式会社（さんようでんきかぶしきがいしゃ）は、大正時代に存在した日本の電力会社である。中国電力ネットワーク管内にかつて存在した事業者の一つ。
現在の山口県山口市にて1898年（明治31年）に開業した初代山口電灯を起源とする。同社が3年で解散したのち、個人経営で継続されていた電気事業を再び会社組織に移すことで1914年（大正3年）に2代目山口電灯、のちの山陽電気が成立した。山陽電気は相次ぐ事業統合により規模を拡大し、県中央部および周南地区に供給区域を広げた。
1924年（大正13年）、山口県による県営電気事業の成立に伴い県に事業を譲渡し消滅した。

## 沿革

### 初代山口電灯の失敗
1896年（明治29年）11月、下関市において馬関電灯が開業したことで、山口県においても電気事業が始まった。同社設立に刺激され、県庁所在地の吉敷郡山口町（市制施行で山口市となるのは1929年）でも電気事業の起業が具体化される。翌1897年（明治30年）1月21日には発起人に対し逓信省の事業許可が下りた。中心人物は山口の旧家で酒造業者の萬代利七で、下関に先を越されたので山口でも早急に事業化するようにと旧知の伊藤博文より勧奨されたのが起業の契機という。
1897年10月12日、山口町石観音町27番地にて山口電灯株式会社（初代）が設立された。資本金は3万円。萬代自身が社長に就いた。山口電灯では東京電灯からの技術導入を元に電源として石観音町へ火力発電所（出力45キロワット、発電機は三吉工場製）を建設、山口町と周辺の上宇野令村・下宇野令村・宮野村・大内村を供給区域として1898年（明治31年）4月3日に開業した。山口県では馬関電灯に続く2番目、中国地方全体でも前年の尾道電灯（広島県）に続いて6番目に開業した電気事業となった。

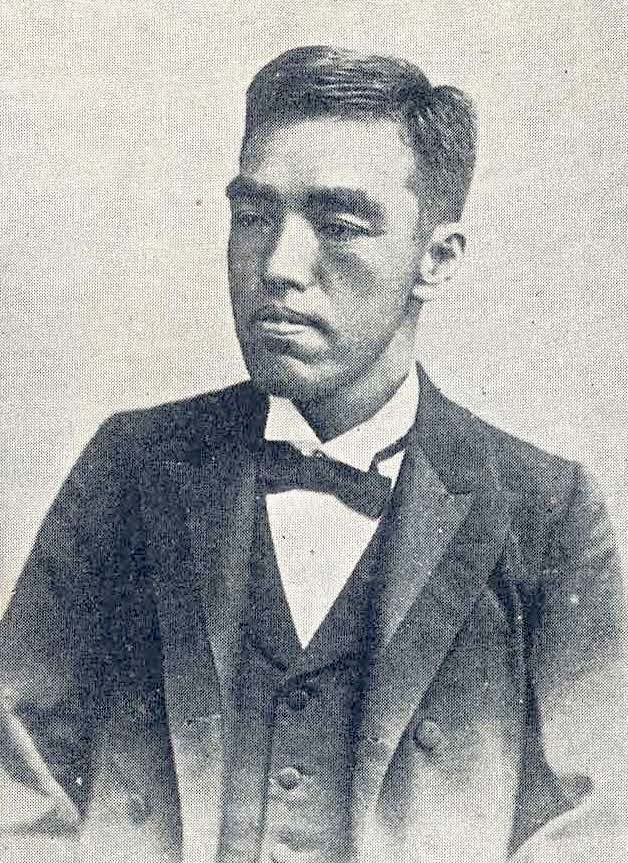
山口電灯発起人の一人で、会社解散後に山口電灯所の経営にあたった賀田金三郎

こうして開業に至ったが、他の中国地方の電気事業者が創業期の不振を乗り越え発展していったのに対し、山口電灯では需要家300戸程度・電灯数650灯前後から伸びがみられず、利益が上がることさえなく赤字経営が続いた。経営改善のため1900年（明治33年）5月に製氷業への進出を企画するも、そのための設備新設・改修さえも不可能な状態であり、結局翌1901年（明治34年）7月26日の株主総会にて山口電灯は会社解散と決定、8月31日をもって事業は閉鎖された。解散に伴い、同年10月12日、監査役を務めていた地元の穀物商古見嘉三郎が廃業を惜しんで事業を1万円で引き取った。この個人営の「山口電灯所」は半年後の1902年（明治35年）3月、古見から取締役であった賀田富次郎に転売され、さらに同年7月には山口県出身の実業家で発起人でもあった賀田金三郎が引き受けた。
山口町における電気事業が失敗したのは、電灯料金が他の事業者に比べ高すぎる（1908年末時点で10燭灯月額1円52銭）ことと、町に夜間需要の乏しい県庁・学校はあるが商工業が未発達で電灯需要が希薄であったことが理由とされる。

### 2代目山口電灯の再起

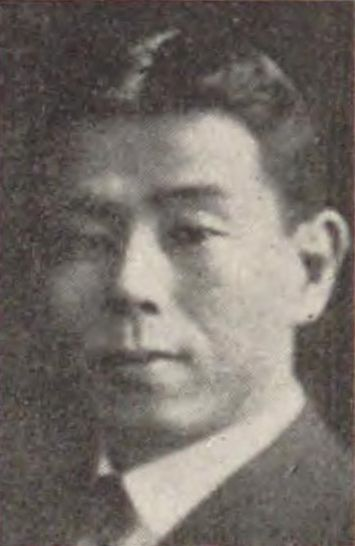
初代社長葛原猪平

1911年（明治44年）8月、山口電灯所では発電設備の更新が実施され、ブリティッシュ・トムソン・ヒューストン (BTH) 製の125キロワット単相交流発電機が新設された。山口電灯所の電灯数は1902年以来1000灯余りで停滞していたが、設備更新を機に増加し始める。翌年に電灯料金が10燭灯で10銭の値下げとなったことも増加傾向を強めた。
1914年（大正3年）1月1日、県内出身の実業家葛原猪平が11万円にて山口電灯所を賀田から買い受けた。買収後、葛原は事業を個人経営から株式会社組織へと改組し、同年10月23日、2代目の山口電灯株式会社を設立した。葛原は2代目山口電灯の社長となり、事業の拡大を推進していく。その第一弾が大井川での水力発電所建設であり、1914年6月に水利権を取得、1916年（大正5年）6月に阿武郡紫福村（現・萩市紫福）にて大井川発電所を完成させた。この大井川発電所は山口県最初の水力発電所である。発電所出力は300キロワット（のち640キロワット）で、9月には発電所と山口・小郡・萩の3つの変電所とを結ぶ22キロボルト送電線による送電も始まった。
水力発電所建設に伴い2度にわたって料金が改訂され、1916年8月以降は16燭灯の場合月額85銭となった。料金引き下げに加え供給区域が阿武郡・美祢郡にも広がったことで、電灯数は1916年末には約1万1500灯まで伸長する。また大口の電力需要家も出現し、小郡の小郡電灯や阿武郡の川井川鉱山に供給するようになった。

### 山陽電気への改称と拡大
山口電灯は大井川発電所建設に続き、1916年11月、大井川第二発電所の建設許可を得た。それ以外にも都濃郡・厚狭郡の工場地帯に対する電力供給とそのための発電所建設を企画する。事業拡大資金の調達と、設立時から資本金15万円のままで自己資本比率が低くなったのを改善すべく、山口電灯は一挙に200万円へと増資することとなった。この規模の増資を地元山口だけでまかなうことができないため、山口電灯は県外の平賀敏・坂野鉄次郎らに資本参加を求めた。増資は1916年11月30日の臨時株主総会で議決され、同時に社名が山口電灯から「山陽電気株式会社」へと改められた。加えて役員が改選され、葛原猪平（取締役には残留）に代わって平賀が社長に就任している。
社名変更後、山陽電気は周辺事業者の統合を始め、1917年（大正6年）の1年間だけで小郡電灯（2月13日）・都濃電気（3月9日）・大津電灯（6月25日）の3社からそれぞれ事業を買収（都濃電気のみ合併）した。統合事業者の概要は以下の通り。
小郡電灯株式会社
山口町の南西、吉敷郡小郡町（現・山口市）の事業者。地元有力者らにより1911年8月資本金5万円で設立され、翌1912年4月24日に開業した。電源は当初自社のガス力発電所（出力50キロワット）を用意していたが、1916年6月より山口電灯から60キロワットの受電を開始し、発電設備は予備とした。同年末時点では小郡町および吉敷郡内の8村を供給区域として電灯3320灯を供給していた。葛原の働きかけにより、1915年6月山口電灯へと6万5000円で事業を売却すると決定した。
都濃電気株式会社
瀬戸内海側の都濃郡徳山町（現・周南市）の事業者。徳山では1906年から電気事業起業の動きがあったが、錦川水系での水力発電所建設が流域住民の反対で頓挫し、火力発電に切り替えて1909年9月「徳山電灯」の名で事業許可が申請された。それに対する許可は6年後、1915年7月のことである。また申請時の発起人は地元の野村恒造らであったが許可時には葛原猪平に交代している。葛原は1916年1月会社が発足するとそのまま社長に就任した。
徳山は大戦景気期に岩井商店系の大阪鉄板製造（後の日新製鋼）や日本曹達工業（現・トクヤマ）などが進出して急速に工業化された地域である。都濃電気ではまず大阪鉄板製造と供給契約を締結。同社との関係から太華村小踏にて火力発電所建設に着手した。また山陽電気との合併直前の1917年3月、ガス事業者の徳山瓦斯から5万4000円で事業を買収する。同社は1912年9月設立・翌年5月開業であり、電灯に先駆け徳山町でガス灯をつけていた。
大津電灯株式会社
日本海側の大津郡仙崎町（現・長門市）の事業者。1912年3月資本金5万円で設立され、1912年10月10日に開業した。小郡電灯と同様ガス力発電所（出力47キロワット）で開業したのち、1916年10月に山口電灯からの受電（75キロワット）へと電源を転換している。供給区域は開業時から仙崎町と深川村・三隅村で、1916年末時点では電灯1606灯を供給していた。1915年7月、山口電灯との間で3万4000円で事業を売却する契約を締結した。
都濃電気の合併で建設を引き継いだ徳山発電所は、合併後1917年6月に完成した（出力1,000キロワット、翌年以降2,000キロワット）。完成を機に徳山町での配電も始まり、町内ではガス灯に代わって電灯がついた。発電所はこのほか、前述の大井川第二発電所（出力200キロワット）が1918年（大正7年）8月に完成している。

### 久原財閥の傘下に

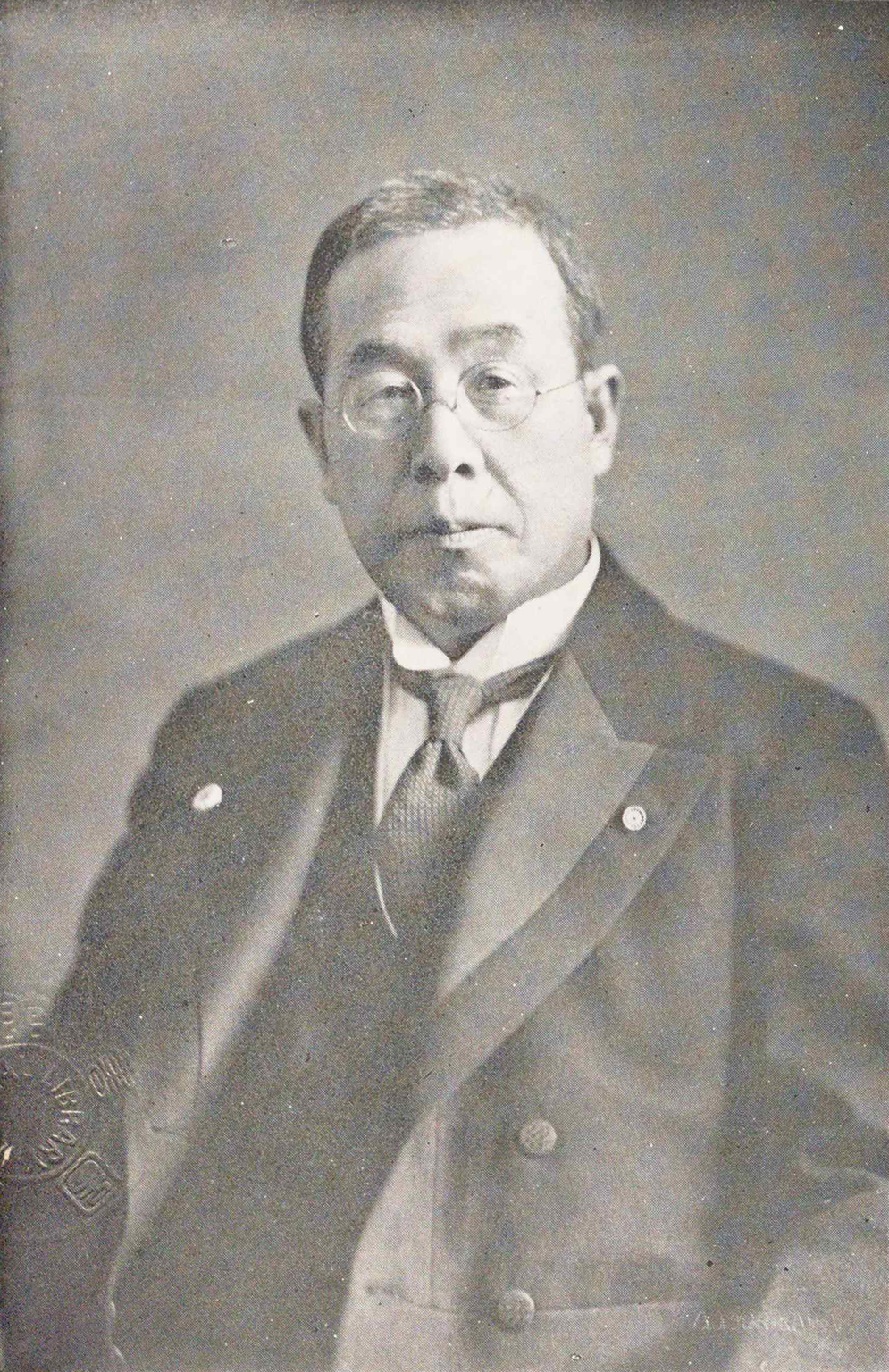
久原房之助

事業拡大の最中にあたる1917年12月、山陽電気への改称とともに成立したばかりの平賀敏らの新経営陣は、葛原猪平を含め全員辞任した。同年8月から山陽電気の株式を久原房之助ら久原家が買収しており、久原財閥の傘下に入ったことに伴う異動であった。久原による買収は山陽電気の供給区域となった都濃郡下松町（現・下松市）での造船所建設計画（日立製作所笠戸事業所の起源）に関係するものとみられる。社長には久原房之助の推薦で山口町の八木宗十郎が就任したものの、その他の役員は取締役の小平浪平（日立製作所所長）など久原関係の人物で固められた。
久原の傘下に入った後も事業統合は続き、まず1918年10月16日に厚狭郡の長門電灯から事業を買収、次いで1921年（大正10年）3月9日には阿武川水力電気を合併した。両社の概要は以下の通り。
長門電灯株式会社
1916年8月資本金10万円で設立され、翌1917年1月15日に山陽電気からの受電（55キロワット）によって開業した。供給区域は厚狭郡船木町（現・宇部市）や須恵村（現・山陽小野田市）などで、1917年末時点で電灯6672灯と若干の電力を供給していた。なお須恵村には小野田セメント製造（現・太平洋セメント）が立地するが、同社に対する電力供給は長門電灯ではなく山陽電気が直接行った（1917年8月末時点で300キロワット）。
阿武川水力電気株式会社
1919年11月資本金200万円で設立。翌年6月阿武川の長門峡付近で水力発電所を着工しており、合併時はまだ建設中であった。社長は当時中国地方で複数の電気事業に関与していた野口遵で、合併後は山陽電気にも取締役として加わった。この合併と、1919年12月にあった増資により、山陽電気の資本金は700万円となっている。
相次ぐ事業統合により山陽電気の供給区域は拡大を続け、最終的には山口県中部、吉敷郡・阿武郡・大津郡・美祢郡・厚狭郡・都濃郡・熊毛郡の7郡78町村へと広がった。供給実績についても着実に伸長し、1923年には約11万5000灯の電灯と約4,300キロワットの電力を供給するまでになった。同年9月末時点の大口需要家には徳山海軍燃料廠（供給電力250キロワット）・大阪鉄板製造（500キロワット）・日立製作所笠戸工場（400キロワット）・小野田セメント製造（350キロワット）などが名を連ねる。一方、電源には1923年（大正12年）4月に出力2,840キロワットの阿武川発電所が加わり、総発電力は発電所4か所で5,680キロワットとなった。それ以外にも1920年（大正9年）10月より岩国電気（後の中外電気）からの1,200キロワットの受電を始めた。

### 山口県への事業譲渡
事業拡大が続いた山陽電気であったが、山口県営電気事業の創設に伴いその役割を終えることとなった。県営電気事業の構想は錦川での県営発電所開発を目指す中で浮上する。分立状態にある県内の電気事業を統合して経営の効率化を図るべく、県は1922年6月より主要事業者5社との交渉を始める。これに対し山陽電気と宇部電気・中外電気の3社が県への事業譲渡に賛同する姿勢を示したことから、まず3社の事業の県営化が具体化される。翌1923年7月28日、県と山陽電気の間に事業譲渡契約が成立し、順次他の2社についても成立した。
翌1924年（大正13年）4月1日、山陽電気・宇部電気・中外電気の3社の事業が県営化され、山口県営電気事業が成立した。山陽電気の買収価格は1505万400円で、会社には同額の県債（年利8パーセント・20年以内に償還）が交付された。

### 年表
以下、『中国地方電気事業史』巻末年表を典拠とする。
- 1897年（明治30年）
  - 1月21日 - 山口電灯発起人に対し電気事業許可。
  - 10月12日 - 初代の山口電灯株式会社設立。
- 1898年（明治31年）
  - 4月3日 - 山口電灯開業。
- 1901年（明治34年）
  - 7月26日 - 山口電灯、株主総会で会社解散決議。
  - 8月31日 - 山口電灯の事業閉鎖。
  - 10月12日 - 古見嘉三郎が山口電灯の事業を譲り受け個人経営の「山口電灯所」とする。
- 1902年（明治35年）
  - 3月 - 山口電灯所を賀田富次郎が譲り受ける。
  - 7月 - 山口電灯所を賀田金三郎が譲り受ける。
- 1914年（大正3年）
  - 1月1日 - 山口電灯所を葛原猪平が譲り受ける。
  - 10月23日 - 葛原を社長とする2代目の山口電灯株式会社設立。資本金15万円。
- 1916年（大正5年）
  - 6月6日 - 大井川第一発電所（出力300キロワット）運転開始。
  - 9月17日 - 大井川第一発電所から萩・小郡・山口各変電所への送電開始。
  - 11月30日 - 山陽電気株式会社へ社名変更。資本金200万円。社長は葛原から平賀敏へ交替。
- 1917年（大正6年）
  - 2月13日 - 小郡電灯より事業を譲り受ける。
  - 3月9日 - 都濃電気を合併。
  - 6月19日 - 徳山発電所（出力1,000キロワット）運転開始。
  - 6月25日 - 大津電灯より事業を譲り受ける。
  - 12月2日 - 八木宗十郎に社長交代。
- 1918年（大正7年）
  - 1月3日 - 徳山発電所1,000キロワット増設。
  - 8月25日 - 大井川第二発電所（出力200キロワット）運転開始。
  - 10月16日 - 長門電灯より事業を譲り受ける。
- 1919年（大正8年）
  - 12月25日 - 500万円へと増資。
- 1920年（大正9年）
  - 10月7日 - 岩国電気（後の中外電気）からの受電開始。
- 1921年（大正10年）
  - 3月9日 - 阿武川水力電気を合併し700万円へと増資。
- 1923年（大正12年）
  - 4月21日 - 阿武川発電所（当初は川上発電所、出力2,840キロワット）運転開始。
  - 7月28日 - 山口県との間で事業譲渡契約を締結。
- 1924年（大正13年）
  - 4月1日 - 山口県へ事業譲渡。山陽電気・中外電気・宇部電気の統合で山口県営電気事業が成立。

## 供給区域一覧
1921年6月末時点における山陽電気の供給区域（特記のない限り電灯・電力供給区域）は以下の通り。いずれも山口県内である。
| 吉敷郡 （17町村） | 山口町・吉敷村・大歳村・平川村・宮野村・仁保村・大内村・小鯖村（一部）・鋳銭司村・陶村・名田島村・小郡町・嘉川村・佐山村・井関村（現・山口市）、 東岐波村・西岐波村（現・宇部市） |
| 阿武郡 （9村）    | 奈古村（現・阿武町）、 紫福村・福川村・生雲村・大井村・椿東村（電力供給区域）・明木村・山田村・三見村（現・萩市）                                                                 |
| 大津郡 （9町村）  | 三隈村・深川村・仙崎町・通村・俵山村・日置村・菱海村・宇津賀村・向津具村（現・長門市）                                                                                            |
| 美祢郡 （8村）    | 真長田村・綾木村・大田村・赤郷村・秋吉村・岩永村・伊佐村・大嶺村（現・美祢市） |
| 厚狭郡 （6町村）  | 船木町（現・宇部市）、 厚狭町・出合村・生田村・高千帆村・小野田町（現・山陽小野田市）                                                                                             |
| 都濃郡 （9町村）  | 富田町・富岡村・加見村・徳山町・久米村・太華村（現・周南市）、 末武北村・末武南村・下松町（現・下松市）                                                                           |
| 熊毛郡 （4町村）  | 浅江村・島田村・光井村・室積町（現・光市） |

## 発電所一覧
山陽電気が運転していた発電所は以下の7か所である。
| 発電所名   | 種類   | 出力 (kW)    | 所在地・河川名                              | 運転開始年月 または前所有者 | 備考                         |
| ---------- | ------ | ------------ | ------------------------------------------- | --------------------------- | ---------------------------- |
| 大井川第一 | 水力   | 640          | 阿武郡紫福村（現・萩市） （河川名：大井川） | 1916年6月                   | 運転開始当初の出力300kW      |
| 大井川第二 | 水力   | 200          | 阿武郡紫福村（現・萩市） （河川名：大井川） | 1918年8月                   | 現・中国電力大井川第二発電所 |
| 阿武川     | 水力   | 2,840        | 阿武郡川上村（現・萩市） （河川名：阿武川） | 1923年4月                   |                              |
| 徳山       | 汽力   | 1,000 →2,000 | 都濃郡太華村栗屋（現・周南市）              | 1917年6月                   | 1918年1月1,000kW増設         |
| 山口       | 汽力   | 150          | 吉敷郡山口町石観音（現・山口市）            | （山口電灯所）              | 1918年6月廃止                |
| 小郡       | ガス力 | 40           | 吉敷郡小郡町下郷（現・山口市）              | （小郡電灯）                | 1918年6月廃止                |
| 仙崎       | ガス力 | 47           | 大津郡仙崎町瀬戸崎浦（現・長門市）          | （大津電灯）                | 1917年10月廃止               |